# Anthidium berbericum
Anthidium berbericum is een vliesvleugelig insect uit de familie Megachilidae. De wetenschappelijke naam van de soort is voor het eerst geldig gepubliceerd in 1981 door Pasteels.